# Carmen Rothwell
Carmen Rothwell  (* 18. Februar 1992) ist eine US-amerikanische Jazzmusikerin (Kontrabass) des Modern Jazz.

## Leben und Wirken
Rothwell wuchs in Seattle auf, wo sie während ihrer Zeit auf dem College (School of Music der University of Washington) in verschiedenen Bands und Projekten arbeitete, u. a. in Tyrant Lizard (mit Raymond Larsen, Trompete, und Gregg Belisle-Chi, Gitarre) und The Sky is a Suitcase. Außerdem hatte sie Gelegenheit, mit in Seattle ansässigen bzw. gastierenden Musikern wie Cuong Vu, Bill Frisell, Billy Hart, Ted Poor, Wayne Horvitz und Wally Shoup zu spielen, mit dem auch erste Aufnahmen entstanden. 
Nach ihrem Umzug nach New York City 2016 spielte sie im Trio Scree, trat in dem Soloprojekt Parenthetical Girl auf, ferner mit David Murray, Ben Monder, Bill McHenry, Dave Douglas, Jacob Sacks, Devin Gray und Kenny Wollesen. Gegenwärtig gehört sie dem Trio von Andrew D’Angelo an.

## Diskographische Hinweise
- Wally Shoup Sax Trio + One: Copaesthetics (Monofonus Press, 2015)
- WAH: Traveller's Station (Assophon Records, 2016), mit Luke Bergman, Dave Abramson, Neil Welch, Ray Larsen, Bob Rees, Jacques Willis, Katie Jacobson
- Ings: Afterthought (2016)